# Matheus Facho Inocêncio
Matheus Facho Inocêncio (Vorname auch Mateus geschrieben; * 17. Mai 1981 in Patrocínio Paulista, Bundesstaat São Paulo) ist ein brasilianischer Hürdenläufer mit der Spezialstrecke 110 m und Bobfahrer.
Bei den Olympischen Winterspielen 2002 in Salt Lake City gehörte er zum brasilianischen Viererbob, der den 27. Platz belegte.
Im Jahr darauf kam er bei den Leichtathletik-Weltmeisterschaften in Paris/Saint-Denis ins Halbfinale. Bei den Olympischen Spielen 2004 in Athen wurde er Siebter. Er war damit der erste Brasilianer, der sowohl an den Olympischen Sommerspielen wie auch an den Winterspielen teilgenommen hat.
2005 wurde er bei den Weltmeisterschaften in Helsinki Achter und gewann Gold bei der Universiade, und 2006 errang er bei den Leichtathletik-Südamerikameisterschaften 2006 die Bronzemedaille.

## Persönliche Bestzeiten
- 60-Meter-Hürdenlauf (Halle): 7,67 s, 11. März 2006, Moskau
- 110-Meter-Hürdenlauf: 13,33 s, 25. August 2004, Athen
- 100-Meter-Lauf: 10,52 s, 13. April 2002, São Paulo